# Сирска
Сирска (рум. Sârsca) — село у повіті Долж в Румунії. Входить до складу комуни Сопот.
Село розташоване на відстані 202 км на захід від Бухареста, 21 км на захід від Крайови.

## Населення
За даними перепису населення 2002 року у селі проживали 168 осіб, з них 166 осіб (98,8%) румунів. Рідною мовою 166 осіб (98,8%) назвали румунську.